# 零和博弈
零和博弈，又称零和游戏或零和博弈（英語：Zero-sum game），源自於賽局理論，属非合作博弈，其與非零和博弈為相对概念。零和博弈表示所有博弈方的利益之和为零，即一方有所得，他方必有所失。在零和博弈中，博弈各方將不合作；非零和博弈表示在不同策略组合下各博弈方的得益之和是不确定的变量，故又称之为变和博弈，如果某些战略的选取可以使各方利益之和变大，同时又能使各方的利益得到增加，那么，就可能出现参加方相互合作的局面，故在非零和博弈中，博弈各方存在合作可能。国际经济中许多问题都属于非零和博弈问题，即国际经济中各方的利益并不是必然相互冲突的。零和博弈的例子有賭博、期貨和選舉等。

## 定義
在零和屬性（如果我方得益，敵方必然蒙受損失）下，是指結果是零和的情況下會出現帕累托最優的現象。反過來說，全體參加者可得益或受損的情況被稱為非零和博弈。如果一個國家利用其過剩的香蕉與另一國家剩餘的蘋果進行貿易，因為兩方都從交易中受惠，這是一個非零和賽局的例子。
這個概念最早是在博弈論（game theory）上發展，因此零和情況通常被稱為零和賽局（zero-sum game）。

## 解決方案
在一個有限零和遊戲之中，不同的博弈理論如納什均衡和極小化極大算法都給予同樣的解決辦法。玩家需使用混合策略。

### 範例
|   | A       | B       | C       |
| 1 | 30, -30 | -10, 10 | 20, -20 |
| 2 | 10, -10 | 20, -20 | -20, 20 |

正則形式的博弈是解釋零和博弈的其中一個方式。右方是一個兩人零和遊戲例子。
遊戲流程如下：第一個玩家（紅方）選擇動作1或動作2，第二個玩家（藍方），在不知道第一個玩家的選擇狀況下，選擇動作A、動作B或動作C其中的一個。然後，玩家的選擇被顯示和每個玩家的分數受根據這些選擇的結果而上升或下降。
例如：紅方選擇行動2，而藍方選擇行動B。結果，紅方獲得20分和藍方失去20分。
現在在這個例子中，兩位玩家都試圖提高他們的分數。
紅方的可能舉動如下：「選擇行動2的話，我最多失去20分，卻只能贏得20分。若選擇行動1的話，我只會輸最多10分，但有機會贏得30分，所以行動1看上去比較有利。」藍方使用類似的推理，他會選擇行動C。如果這兩名玩家採取同一策略，紅方將贏得20分。但是，如果藍方預計到紅方選擇行動1的策略，而選擇行動B，以贏得10分。又或者，如果紅方又預計到此技倆和選擇行動2，以獲得20分。到底結果會是怎樣？
數學家約翰·馮·諾伊曼認為概率可以解決這一困境。這兩名玩家應對其可選的行動計算其勝出概率，然後根據這些概率，使用一個隨機邏輯元件，選擇他們的行動。每個玩家計算概率。這極小化極大算法可以計算所有二人零和遊戲的最佳戰略。
對應上面的例子，紅方選擇動作1的概率為4/7和行動2的概率為3/7，而藍方選擇動作的概率為0、4/7和3/7，對應A、B和C三個行動。及後紅方平均每場比賽將會贏得20/7分。
舉個更經典的例子：楊丞琳與林依晨各持有兩張撲克牌，楊丞琳的牌是黑桃A和紅心10，林依晨的牌是方塊A和梅花10，兩人各出一張牌：
(1)如果規則為：若同色則楊丞琳勝，否則林依晨勝，勝者可贏對方1元，則她倆的收益矩陣為：
|        | 方塊A | 梅花10 |
| 黑桃A  | -1, 1 | 1, -1  |
| 紅心10 | 1, -1 | -1, 1  |

此時，只有混合策略納什均衡，而沒有純策略納什均衡。
(2)如果規則為：林依晨要付給楊丞琳錢，而此錢數為兩人所出牌的點數總和，則她倆的收益矩陣為：
|        | 方塊A   | 梅花10  |
| 黑桃A  | 2, -2   | 11, -11 |
| 紅心10 | 11, -11 | 20, -20 |

顯然，楊丞琳希望她可以得到多一點的錢，因此她會出10點，而林依晨則希望她付出的錢能夠少一點，故她會出A，從而，左下角的方格為納什均衡點，此時，就有純策略納什均衡了。
(3)如果規則為：若同色則楊丞琳勝，否則林依晨勝，勝者依她自己所出的點數贏對方若干元，則她倆的收益矩陣為：
|        | 方塊A   | 梅花10  |
| 黑桃A  | -1, 1   | 1, -1   |
| 紅心10 | 10, -10 | -10, 10 |

對楊丞琳來說，只有出紅心10才有機會贏得最大值（10元），但顯然這樣做對她而言是比較冒險的，因為，雖然不管楊丞琳出什麼牌，她的期望值都是0元，但對林依晨來說卻不是如此，若林依晨出方塊A，期望值是-4.5元，出梅花10，期望值則是+4.5元，因此，林依晨「應該」會出梅花10，楊丞琳想到了這一點，就不會出紅心10，而會出風險相對較小的黑桃A與之對抗，但林依晨又會想到這一點。不過，對林依晨來說，若楊丞琳出黑桃A，林依晨出兩張牌所贏得的錢僅相差2元而已！遠小於楊丞琳出紅心10時的20元。所以，出方塊A是比較冒險的，林依晨無論如何都會出梅花10。楊丞琳若出紅心10，很可能會落到最壞的結果－－她輸了10元，所以，楊丞琳的最後作法是，出黑桃A。最後，楊丞琳就贏了1元。在此種情況下，有純策略納什均衡，也有混合策略納什均衡。純策略納什均衡是：楊丞琳只出黑桃A、林依晨只出梅花10；混合策略納什均衡是：楊丞琳應以1/11的比例出紅心10、以10/11的比例出黑桃A，林依晨應以1/2的比例出梅花10、以1/2的比例出方塊A，這樣可以讓對訪無論出什麼牌，其期望值都是0元，也就能使自己的收益最大化。

## 非零和博弈

### 經濟學
許多經濟形勢並不是零和博弈，由於有價值的商品和服務可以創建、銷毀或分配，以上任何一種狀況將創造一個淨損失或得益。假設對手的行為是合理的，任何商業交易都是非零和博弈，因為每一方必須考慮它接受的貨物是比它交付的商品更有價值。經濟交流必須對交易雙方有利，而且不能是零和博弈，這樣每一方都可以克服各自的交易成本。

### 心理學
最常見的例子就是社會心理學中的社會陷阱，在某些情況下，我們可以追求個人的利益，從而加強我們的集體幸福。

## 引申
在幽默的範疇裏，零和博弈被引申為「快樂守恒定律」（Conservation of Happiness），意思是「有人快樂，就必定有人失落」，也就是「快樂必須要建築於別人的痛苦身上」。